# Steuerlos
Steuerlos ist ein deutsches Stummfilmdrama aus dem Jahre 1924 des Italieners Gennaro Righelli, der hiermit seinen Einstand in Deutschland gab, mit Maria Jacobini und Charles Willy Kayser in den Hauptrollen.

## Handlung
Irgendwo in England. Die junge Jane muss in der Hafenspelunke ihrer geldgierigen Verwandten als Kneipenhilfe schuften. Verschiedene Männer zeigen Interesse an der attraktiven Frau, darunter auch ein brutaler, primitiver Geselle. Als Robert, der Neffe eines wohlhabenden Bergwerksbesitzers, ihr zu Hilfe eilen will, wird er brutal niedergeschlagen. Schwer verletzt verbringt man Robert in Janes Zimmer in dem heruntergekommenen Haus. Jane kümmert sich aufopfernd um den jungen, attraktiven Mann, und zwischen ihr und Robert erwächst mit der Zeit Liebe. Als sein Onkel hinzukommt, erwartet er, dass Robert dieses verkommene Umfeld sofort verlässt. Ehe er geht, übergibt Robert Janes Tante eine  größere Geldsumme, wohl aus Dankbarkeit. Jane, die dies sieht, versteht diese Geste falsch und glaubt, dass Robert ihre Zuneigung und Hilfsbereitschaft erkaufen wollte.
Zutiefst getroffen, nun auch von ihrer großen Liebe mutmaßlich verraten worden zu sein, entscheidet sich Jane dazu, diese schäbige Umgebung, in der sie sich bereits viel zu lange aufgehalten hatte, hinter sich zu lassen und nach London, wo eine weitere Verwandte lebt, aufzubrechen. An Bord eines Schiffs kommt es zu einer handfesten Prügelei zwischen dem Jane nachreisenden Robert und demjenigen Grobian, der Janes bereits zuvor in der Kaschemme belästigt hatte, bei der man sogar auch mit Stühlen aufeinander eindrischt. Der Schurke geht über Bord, und es kommt zu einem Wiedersehen zwischen den beiden Liebenden. Robert kann Jane klarmachen, dass ihr Zerwürfnis lediglich auf einem Missverständnis beruht und er ihre Gunst zu keiner Zeit erkaufen wollte. Beide jungen Leute können nun einer gemeinsamen Zukunft entgegengehen.

## Produktionsnotizen
Steuerlos entstand zum Jahresende 1923 und wurde am 30. Januar 1924 erstmals der Filmzensur vorgelegt. Einzelne brutale Prügelszenen wurden bemängelt und sollten als Voraussetzung für die Zulassung entfernt werden. Da sich die Produktionsfirma dieser Forderung verweigerte, erfolgte ein Verbot von Steuerlos. Dem darauf folgenden Widerspruch der produzierenden Trianon-Film wurde bei der zweiten Zensurvorführung am 4. Februar 1924 dahingehend entgegnet, dass erneut die Entfernung einiger der als „verrohend“ bezeichnenden Filmszenen für die Zulassung gefordert wurden. Nachdem dieser Forderung entsprochen wurde, gelangte der Sechsakter mit einer Länge von 2468 Meter am 14. April 1924 in Berlins UFA-Pavillon am Nollendorfplatz zur Uraufführung.
Fritz Kraencke gestaltete die Filmbauten.

## Kritik
Das Kino-Journal konstatierte knapp: „Maria Jakobini und Willy Kayser in den Hauptrollen bieten bemerkenswerte Leistungen.“